# Immanentyzm
Immanentyzm (z łac. immanens dpn. immanentis imiesłów od immanēre 'pozostawać na miejscu; zamieszkiwać') – filoz. przeświadczenie, że wszelkie doświadczenia to tylko przeżycia wewnętrzne, a nie zmysłowe (realne). Pogląd ten odrzuca i neguje doznania rzeczywiste.